# Cassida brevis
Cassida brevis es un coleóptero de la familia Chrysomelidae.
Fue descrita científicamente en 1884 por Weise.